# Боклер, Чарльз, 11-й герцог Сент-Олбанс
Чарльз Виктор Альберт Обри де Вер Боклер (англ. Charles Victor Albert Aubrey de Vere Beauclerk; 26 марта 1870 — 19 сентября 1934) — английский аристократ, 11-й герцог Сент-Олбанс, 11-й граф Бёрфорд, 11-й барон Хеддингтон и 8-й барон Вер из Хемфорта с 1898 года. Сын Уильяма Боклера, 10-го герцога Сент-Олбанса, и его первой жены Сибил Мэри Грей. Получил образование в Итонском колледже, служил в лейб-гвардии в чине второго лейтенанта (1893), позже в Королевском шотландском полку в чине лейтенанта. Не был женат и не оставил потомства, так что после его смерти семейные титулы перешли к его единокровному брату Осборну.